# Lijst van luchtschepen
Dit is een lijst van luchtschepen. Alle luchtschepen in deze lijst zijn gesorteerd op het land onder welke vlag zij hebben gevaren.

## Verklaring van de aanduidingen
- slap: een luchtschip zonder skelet;
- halfstijf (Duits: Halbstarrschiff): een luchtschip met een gedeeltelijk skelet, langs de kiel;
- stijf (Duits: Starrschiff): een luchtschip met een volledig skelet, zoals de zeppelin.

## Namen en nummering
De zeppelinfabrieken in Friedrichshafen voorzagen hun luchtschepen van nummers beginnend met LZ, wat stond voor "Luftschiff (luchtschip) Zeppelin". Luchtschepen voor de burgerluchtvaart kregen daarnaast ook een naam, terwijl militaire luchtschepen een "tactisch nummer" kregen.
- Het Duitse leger noemde zijn eerste zeppelins Z I tot en met Z XII. Tijdens de Eerste Wereldoorlog werd dat veranderd in LZ-nummers, waarbij later 30 werd opgeteld om de totale productie geheim te houden.
- De zeppelins van de Duitse Marine hadden nummers als L 1, L 2...

Sinds 1997 vliegen er luchtschepen van het type Zeppelin NT. Deze worden hier niet vermeld, omdat ze volgens de gangbare definitie geen zeppelins zijn.

## Amerikaanse luchtschepen
Onderstaande lijst omvat alle stijve luchtschepen van de USA.
| Fabrikant en productienummer            | Naam / tactisch nummer | Gebruik           | Eerste vaart     | Opmerkingen |
| --------------------------------------- | ---------------------- | ----------------- | ---------------- | --- |
| Marine vliegtuigfabriek in Philadelphia | ZR-1 USS Shenandoah    | militair (marine) | september 1923   | Gebouwd naar voorbeeld van de Duitse zeppelin LZ96 L49 die op 20 oktober 1917 in geallieerde handen viel. Op 3 september 1925 door turbulentie doormidden gebroken en neergestort. Men had er geen rekening mee gehouden dat het voorbeeld licht van constructie was om hoog te kunnen vliegen. |
| "Short Brothers" R-38                   | ZR-2                   | militair (marine) | 23 juni 1921     | Gebouwd in Groot-Brittannië als R-38 naar voorbeeld van een Duitse zeppelin. Op 23 augustus 1921 tijdens een testvlucht verongelukt en in de Humber gestort. Oorzaak: het ondoordacht kopiëren van het ontwerp, dat bedoeld was om hoog te vliegen.                                             |
| Luftschiffbau Zeppelin LZ126            | ZR-3 USS Los Angeles   | militair (marine) | 27 augustus 1924 | op 12 oktober 1924 overgevlogen vanuit Duitsland; buiten dienst gesteld in 1932, gesloopt in 1939 |
| Good Year Zeppelin Corporation          | ZRS-4 USS Akron        | militair (marine) | 2 oktober 1931   | De USS Akron kon 5 dubbeldeksvliegtuigen vervoeren die door middel van een trapeze konden vertrekken en ook weer binnengehaald konden worden. Op 4 april 1934 vergaan nadat de stuurkabels tijdens een storm waren beschadigd.                                                                  |
| Good Year Zeppelin Corporation          | ZRS-5 USS Macon        | militair (marine) | 21 april 1933    | Op 12 februari 1935 vergaan nadat het door een windvlaag was beschadigd. |

## Britse luchtschepen
Luchtschepen van het stijve type:
- N° 1
- N° 9
- N°23
- N°24
- N°25
- R26
- R27
- R29
- R31 (houten frame)
- R32 (houten frame)
- R33
- R34
- R36
- R38 of ZR-2 (USA)
- R80
- R100 Is heen weer naar Canada geweest, zie biografie Slide rule van Nevil Shute, hij bouwde daaraan mee als constructeur.
- R101 Verongelukt bij Beauvais, daarna mocht R100 ook niet meer vliegen, zie hierover het boek The Airman who would not die van G. Fuller 1972.

Luchtschepen van het slappe type:
- N° 2
- N° 3
- N° 4
- N° 5
- N° 6
- N° 7

Opmerking: deze lijst is zeer onvolledig en zal regelmatig worden aangevuld.

## Duitse luchtschepen

### Zeppelins gebouwd voor de Eerste Wereldoorlog
| Productie- nummer | Type | Naam / tactisch nummer | Gebruik                        | Eerste vlucht    | Opmerkingen |
| ----------------- | ---- | ---------------------- | ------------------------------ | ---------------- | --- |
| LZ 1              | A    |                        | prototype                      | 2 juli 1900      | Zie Zeppelin |
| LZ 2              | B    |                        | experimenteel                  | 17 januari 1906  | Vergaan tijdens een ongeluk na de eerste vlucht; zie Zeppelin |
| LZ3               | B    | Z I                    | experimenteel; militair        | 9 oktober 1906   | Na ombouw verkocht aan het Duitse leger in 1908; gebruikt als opleidingsschip; buiten dienst gesteld in 1913 |
| LZ 4              | C    |                        | (bedoeld) militair             | 20 juni 1908     | Vergaan tijdens de ramp in Echterdingen |
| LZ5               | C    | Z II                   | experimenteel; militair        | 26 mei 1909      | Gestrand bij Weilburg in 1910 tijdens een storm |
| LZ 6              | D    |                        | experimenteel; burger (DELAG)  | 25 augustus 1909 | Eerste experimenten met draadloze communicatie; eerste DELAG-luchtschip; door een ongeluk vernield in de hangar in Baden-Oos in 1910 |
| LZ7               | E    | Deutschland            | burger (DELAG)                 | 19 juni 1910     | Total loss na een ongeluk boven het Teutoburger Wald op 28 juni 1910 |
| LZ8               | E    | Deutschland II         | burger (DELAG)                 | 30 maart 1911    | Total loss na tegen de muur van de hangar te zijn gedrukt door een windvlaag op 16 mei 1911 |
| LZ9               | E    | (vervanging) Z II      | militair                       | 2 oktober 1911   | Buiten dienst gesteld op 1 augustus 1914 |
| LZ10              | F    | Schwaben               | burger (DELAG)                 | 26 juni 1911     | Vervoerde 4354 passagiers gedurende 224 vluchten en legde daarbij 27 321 km af; vergaan op 28 juni 1912 tijdens een ongeluk op het vliegveld van Düsseldorf |
| LZ11              | G    | Viktoria Luise         | burger (DELAG); later militair | 19 februari 1912 | vervoerde 9783 passagiers gedurende 489 vluchten en legde daarbij 54 312 km af; overgenomen als opleidingsluchtschip door de Duitse krijgsmacht na de uitbraak van de Eerste Wereldoorlog; afgebroken op 8 oktober 1915 |
| LZ12              | F    | Z III                  | militair                       | 25 april 1912    | Buiten dienst gesteld op 1 augustus 1914 |
| LZ13              | G    | Hansa                  | burger (DELAG); later militair | 30 juli 1912     | Legde 44 437 km af gedurende 399 vluchten; eerste geregelde dienst buiten Duitsland (naar Denemarken en Zweden); overgenomen door de Duitse krijgsmacht na de uitbraak van de Eerste Wereldoorlog; buiten dienst gesteld in de zomer van 1916 |
| LZ14              | H    | L1                     | militair                       | 7 oktober 1912   | In de Noordzee gedrukt tijdens een onweer op 9 september 1913, waarbij 14 bemanningsleden omkwamen. Dit was het eerste ongeluk met een zeppelin waarbij doden vielen. |
| LZ15              | H    | (vervanging) Z I       | militair                       | 16 januari 1913  | Vergaan tijdens een noodlanding op 19 maart 1913 |
| LZ16              | H    | Z IV                   | militair                       | 14 maart 1913    | Overschreed per ongeluk in mistig weer de Franse grens op 3 april 1913 en werd 1 dag in Lunéville aan de grond gehouden. Voerde enkele verkenningsvluchten uit tijdens de Eerste Wereldoorlog; pogingen om Warschau en Ełk (Lyck) in Polen te bombarderen. In gebruik geweest als opleidingsschip vanaf 1915; buiten dienst gesteld in de herfst van 1916.                                               |
| LZ17              | H    | Sachsen                | burger; later militair         | 3 mei 1913       | Vervoerde 9837 passagiers tijdens 419 vluchten waarbij 39 919 km werd afgelegd; overgenomen door de Duitse krijgsmacht na de uitbraak van de Eerste Wereldoorlog; buiten dienst gesteld in de herfst van 1916 |
| LZ18              | I    | L2                     | militair                       | 9 september 1913 | Vergaan na een exploderende motor op 17 oktober 1913 tijdens een testvlucht; hierbij kwam de gehele bemanning om. |
| LZ19              | H    | (vervanging) Z I       | militair                       | 6 juni 1913      | Total loss na een onweer op 13 april 1914 |
| LZ20              | H    | Z V                    | militair                       | 8 juli 1913      | Tijdens de Eerste Wereldoorlog gebruikt voor verkenningsvluchten boven het westen van Polen; gedwongen te landen na een aanval op Mlawa tijdens de Slag bij Tannenberg; bemanning gevangengenomen door de Poolse cavalerie tijdens een poging hun schip te verbranden. |
| LZ21              | K    | Z VI                   | militair                       | 10 november 1913 | Tijdens de Eerste Wereldoorlog hoofdzakelijk in België gebruikt als bommenwerper; total loss na een aanval op Luik op 6 augustus 1914. |
| LZ22              | L    | Z VII                  | militair                       | 8 januari 1914   | Geraakt door vijandelijk vuur tijdens een verkenningsvlucht boven de Elzas op 21 augustus 1914 en total loss geraakt bij de daaropvolgende noodlanding in Saint-Quirin, Lotharingen |
| LZ23              | L    | Z VIII                 | militair                       | 11 mei 1914      | Op dezelfde vlucht als de Z VII op 21 augustus 1914; na een noodlanding achter de vijandelijke linies veroverd en geplunderd door Franse troepen |
| LZ24              | M    | L3                     | militair                       | 11 mei 1914      | 24 verkenningsvluchten boven de Noordzee; nam deel aan de eerste aanval op Engeland op 20 januari 1915; vernietigd door de bemanning na een noodlanding door motorpech in Denemarken op 17 februari 1915 |
| LZ25              | M    | Z IX                   | militair                       | 13 juli 1914     | Gebruikt voor verkenningsvluchten en bombardementen in Noord-Frankrijk; vernield door een Britse bommenwerper in de hangar in Düsseldorf op 8 oktober 1914. De bommenwerper was een eenzits-Sopwith Tabloid, bestuurd door Flt Lt Reginald Marix, RNAS (later Air Vice Marshal); deze was in Antwerpen opgestegen en voerde met deze vlucht het eerste strategische bombardement door een vliegtuig uit. |

### Zeppelins gebouwd tijdens de Eerste Wereldoorlog
Gebruik: militair
| Productie- nummer | Type         | Tactisch nummer             | Eerste vlucht      | Opmerkingen |
| ----------------- | ------------ | --------------------------- | ------------------ | --- |
| LZ26              | N            | Z XII                       | 14 december 1914   | 11 aanvallen op Noord-Frankrijk en op het oostfront, waarbij 20.000 kg bommen werd afgeworpen; buiten dienst gesteld op 8 augustus 1917. |
| LZ27              | M            | L 4                         | 18 augustus 1914   | 11 verkenningsvluchten boven de Noordzee; nam deel aan de eerste aanval op Engeland op 20 januari 1915. Noodlanding in Blåvandshuk op 17 februari 1915 tijdens een storm; de bemanning werd gevangengenomen, vier bemanningsleden blijven vermist. |
| LZ28              | M            | L 5                         | 22 september 1914  | 47 verkenningsvluchten boven de Noordzee en de Oostzee; bleek vooral bruikbaar bij het opsporen van vijandelijke mijnen; twee bombardementen waarbij 700 kg bommen werd afgeworpen; total loss ten gevolge van vuur van de Russische luchtverdediging op 7 augustus 1915. |
| LZ29              | M            | Z X                         | 13 oktober 1914    | Twee aanvallen op Calais en Parijs, waarbij 1800 kg bommen werd afgeworpen; op de terugreis beschadigd door vijandelijk vuur en ontmanteld na een noodlanding in Saint-Quirin. |
| LZ30              | M            | Z XI                        | 15 november 1914   | Gebruikt voor aanvallen op Warschau, Grodno en andere doelen aan het oostfront. Vernietigd bij een ongeluk op 20 mei 1915. |
| LZ31              | M            | L 6                         | 3 november 1914    | Prominente rol bij het terugslaan van een aanval op de Duitse kust door de Britse marine op 25 december 1914; 36 verkenningsvluchten rond de Noordzee, waarbij onder andere mijnenvelden in kaart werden gebracht; één geslaagde aanval op Engeland, waarbij 700 kg bommen werd afgeworpen. Vatte vlam tijdens het bijvullen van gas in de hangar en brandde af samen met L 9 op 16 september 1916.                                                                                                   |
| LZ32              | M            | L 7                         | 20 november 1914   | 77 verkenningsvluchten boven de Noordzee; enkele mislukte pogingen de Britse kust aan te vallen. Neergehaald door een Britse kruiser en vernietigd door een Britse onderzeeboot op 4 mei 1916. |
| LZ33              | M            | L 8                         | 17 december 1914   | Gebruikt voor verkenningsvluchten boven het westelijke front; geraakt door vijandelijk vuur tijdens een patrouille en gestrand ten zuiden van Oostende op 5 maart 1915. |
| LZ34              | M            |                             | 1 januari 1915     | Twee aanvallen aan het oostfront, waarbij 1110 kg bommen werd afgeworpen; zwaar beschadigd door vijandelijk vuur op 21 juni 1915, uitgebrand na een noodlanding bij Insterburg. |
| LZ35              | M            |                             | 13 april 1915      | Twee aanvallen op Parijs en Poperinge (België), waarbij 2420 kg bommen werd afgeworpen; na geraakt te zijn door vijandelijk vuur na een noodlanding bij St.-Maria-Aalter Aalter (België) door een storm vernield. |
| LZ36              | O            | L 9                         | 8 maart 1915       | 74 verkenningsvluchten boven de Noordzee; vier aanvallen op Engeland waarbij 5683 kg bommen werd afgeworpen; diverse aanvallen op Britse onderzeeboten. Afgebrand in de hangar op 16 september 1916, gelijktijdig met L 6. |
| LZ37              | M            |                             | 4 maart 1915       | Op 7 juni 1915 tijdens haar eerste aanval op Calais neergeschoten door Flt Sub-Lt Reg. Warneford, 1 Sqdn RNAS, in een Morane-Saulnier Type L. Warneford ontving hiervoor het Victoria Cross. Het luchtschip stortte neer in het centrum van Sint-Amandsberg, waar een straat naar Reginald Warneford werd genoemd. |
| LZ38              | P            |                             | 3 april 1915       | Vijf geslaagde aanvallen op Harwich, Ramsgate, Southend-on-Sea (tweemaal) en Londen, waarbij 8360 kg bommen werd afgeworpen. In de hangar in Brussel vernietigd tijdens een Brits bombardement. |
| LZ39              | O            |                             | 24 april 1915      | Drie aanvallen op het westelijke front, gevolgd door twee aan het oostfront, waarbij in totaal 4184 kg bommen werd afgeworpen. Zwaar beschadigd door vijandelijk vuur op 17 december 1915 en na de noodlanding die hier op volgde buiten gebruik genomen. |
| LZ40              | P            | L 10                        | 13 mei 1915        | 8 verkenningsvluchten rond de Noordzee; 5 aanvallen op Engeland waarbij 9900 kg bommen werd afgeworpen. Vernietigd in een onweer op 3 september 1915 bij Cuxhaven. |
| LZ41              | P            | L 11                        | 7 juni 1915        | 31 verkenningsvluchten, voornamelijk tijdens de slag bij Jutland; 12 aanvallen op Engeland waarbij 15.543 kg bommen werd afgeworpen. Buiten dienst gesteld op 25 april 1916. |
| LZ42              | P            | LZ72                        | 15 juni 1915       | Uitsluitend als opleidingsschip in gebruik geweest vanwege de slechte kwaliteit van het metalen skelet; buiten dienst gesteld in februari 1917. |
| LZ43              | P            | L 12                        | 21 juni 1915       | 5 verkenningsvluchten; noodlanding in Oostende na zwaar beschadigd te zijn na een aanval op Londen, Harwich en het gebied rond de Humber op 10 augustus 1915; tijdens demontage verbrand. |
| LZ44              | P            | LZ74                        | 8 juli 1915        | Twee aanvallen op Engeland waarbij 3500 kg bommen werd afgeworpen; ontmanteld nadat het luchtschip in de mist tegen een berg was gevlogen op 8 oktober 1915. |
| LZ45              | P            | L 13                        | 23 juli 1915       | 45 verkenningsvluchten; 15 aanvallen op Engeland waarbij 20.667 kg bommen werd afgeworpen; buiten gebruik gesteld op 25 april 1917. |
| LZ46              | P            | L 14                        | 9 augustus 1915    | Succesvolste Duitse luchtschip; 42 verkenningsvluchten; 17 aanvallen op Engeland waarbij 22.045 kg bommen werd afgeworpen; in 1917 en 1918 niet meer gebruikt. Vernietigd door de bemanning op 23 juni 1919. |
| LZ47              | P            | LZ77                        | 24 augustus 1915   | 6 aanvallen op Engeland en Frankrijk waarbij 12.610 kg bommen werd afgeworpen. Neergeschoten door vijandelijk vuur tijdens de Slag bij Verdun. |
| LZ48              | P            | L 15                        | 9 september 1915   | 8 verkenningsvluchten; 3 aanvallen op Engeland waarbij 5780 kg bommen werd afgeworpen. Beschadigd door beschietingen vanaf de grond en vervolgens gestrand in de monding van de Theems op 1 april 1916, waarbij de bemanning werd gevangengenomen. |
| LZ49              | P            | LZ79                        | 2 augustus 1915    | Wierp 4440 kg bommen af tijdens twee aanvallen op Brest-Litovsk en Kovel en één aanval op Parijs op 30 januari 1916; hierbij geraakt door Frans geschut en vernield tijdens een noodlanding bij Aat. |
| LZ50              | P            | L 16                        | 23 september 1915  | 44 verkenningsvluchten; 12 aanvallen op Engeland waarbij 18.048 kg bommen werd afgeworpen; bevoorraadde de Duitse eilanden tijdens de winter van 1916. Total loss geraakt tijdens een noodlanding bij Brunsbüttel op 19 oktober 1917. |
| LZ51              | P            | LZ81                        | 7 oktober 1915     | Ingezet aan het zuidoostelijke en het westelijke front; vervoerde een commissie van diplomaten over vijandelijk Servië op 9 november 1915; één aanval op Étaples (Frankrijk) en twee aanvallen op Boekarest, waarbij in totaal 4513 kg bommen werd afgeworpen; gestrand bij Turnovo (Bulgarije) op 27 september 1916. |
| LZ52              | P            | L 18                        | 3 november 1915    | Verbrand tijdens het bijvullen op 17 november 1915 |
| LZ53              | P            | L 17                        | 20 oktober 1915    | 27 verkenningsvluchten; 9 aanvallen op Engeland waarbij 10.724 kg bommen werd afgeworpen. Verbrand in de hangar op 28 december 1916 nadat LZ69 L 24 vlam vatte. |
| LZ54              | P            | L 19                        | 27 november 1915   | Eén aanval op Engeland op 31 januari 1916, waarbij 1600 kg bommen werd afgeworpen; met drie defecte motoren werd het op de terugreis door Nederlands geschut onder vuur genomen, waarna het in de Noordzee zonk. Alle bemanningsleden verdronken terwijl de bemanning van de Engelse vissersboot King Stephen weigerde hulp te verlenen. |
| LZ55              | P            | LZ85                        | 13 september 1915  | 6 aanvallen waarbij 14.200 kg bommen werd afgeworpen op Dvinsk (nu Letland), Minsk, de spoorwegen van Riga en driemaal op Thessaloniki; geraakt door geschut van slagschip HMS Agamemnon strandde het bij Wardar op 5 mei 1916/ |
| LZ56              | P            | LZ86                        | 10 oktober 1915    | 7 aanvallen waarbij 14.800 kg bommen werd afgeworpen langs het oostfront en het zuidoostelijke front; op 3 september 1916 gecrasht nadat voor- en achterdeel van het luchtschip afbraken na een aanval. |
| LZ57              | P            | LZ87                        | 6 december 1915    | 2 aanvallen op Ramsgate en Margate waarbij 3000 kg bommen werd afgeworpen; in juli 1916 overgedragen aan de Duitse marine; 16 verkenningsvluchten ronde de Oostzee; later gebruikt als opleidingsschip. Buiten dienst gesteld in juli 1917. |
| LZ58              | P            | LZ88/L 25                   | 14 november 1915   | 14 verkenningsvluchten; 3 aanvallen waarbij 4249 kg bommen werd afgeworpen langs het westelijke front; in januari 1917 overgedragen aan de Duitse marine die het voor experimenten gebruikte. Buiten dienst gesteld in september 1917. |
| LZ59              | Q            | L 20                        | 21 november 1915   | 6 verkenningsvluchten; 2 aanvallen op Engeland waarbij 2864 kg bommen werd afgeworpen; kwam bij Stavanger (Noorwegen) zonder brandstof vast te zitten na de tweede aanval op 4 mei 1916. De bemanning werd gevangengenomen; Kapitänleutnant Stabbert ontsnapte na zes maanden. |
| LZ60              | P            | LZ90                        | 1 januari 1916     | 4 aanvallen op Bar-le-Duc, Norwich, Londen en Étables, waarbij 8860 kg bommen werd afgeworpen; op 7 november 1916 tijdens een storm losgeraakt en naar de Noordzee afgedreven. Werd daarna nooit meer gezien. |
| LZ61              | Q            | L 21                        | 10 januari 1916    | 17 verkenningsvluchten; 10 aanvallen op Engeland waarbij 14.442 kg bommen werd afgeworpen; onderschept en vernietigd met fosforgranaten door een Engelse piloot op 28 november 1916. |
| LZ62              | R            | L 30                        | 28 mei 1916        | Eerste uit de "Super-Zeppelin"-klasse. 10 aanvallen op Engeland waarbij 23.305 kg bommen werd afgeworpen (die echter weinig schade aanrichtten vanwege het slechte zicht tijdens het afwerpen); 31 verkenningsvluchten boven de Noordzee en de Oostzee en aan het oostfront; buiten dienst gesteld op 17 november 1917. In 1920 aan België overgedragen in het kader van herstelbetalingen, waar het is gesloopt.                                                                                     |
| LZ63              | P            | LZ93                        | 23 februari 1916   | 3 aanvallen op Duinkerke, Mardick en Harwich, waarbij 3240 kg bommen werd afgeworpen. Buiten dienst gesteld in 1917. |
| LZ64              | Q            | L 22                        | 3 maart 1916       | 30 verkenningsvluchten; 8 aanvallen op Engeland, waarbij 9215 kg bommen werd afgeworpen; vernietigd door een Britse Curtis H12 Flying Boat bestuurd door Flight Commander Robert Leckie RNAS (later Air Vice Marshal) bij Terschelling op 14 mei 1917 tijdens een verkenningsvlucht (zie ook LZ112/L70). |
| LZ65              | Q            | LZ95                        | 1 februari 1916    | Vernietigd door Frans luchtafweergeschut tijdens een aanvalspoging op Vitry-le-François op 21 februari 1916. |
| LZ66              | Q            | L 23                        | 8 april 1916       | 51 verkenningsvluchten; 3 aanvallen op Engeland waarbij 5254 kg bommen werd afgeworpen; vernietigd op 21 augustus 1917 door een Engelse piloot die was opgestegen vanaf de kruiser Yarmouth. |
| LZ67              | Q            | LZ97                        | 4 april 1916       | 4 aanvallen: tweemaal op Londen), verder op Boulogne en Boekarest, waarbij 5760 kg bommen werd afgeworpen, plus diverse mislukte missies in slecht weer. Buiten dienst gesteld op 5 juli 1917. |
| LZ68              | Q            | LZ98                        | 28 april 1916      | Eén aanval op Londen waarbij 1513 kg bommen werd afgeworpen, plus enkele missies die in verband met slecht weer werden afgebroken; in november 1916 overgedragen aan de Duitse marine; 15 verkenningsvluchten boven de Oostzee. Buiten bedrijf gesteld in augustus 1917. |
| LZ69              | Q            | L 24                        | 20 mei 1916        | 19 verkenningsvluchten rond de Noordzee; 4 aanvallen op Engeland waarbij 8510 kg bommen werd afgeworpen; tegen een muur gecrasht tijdens het naar binnen brengen op 28 december 1916 en samen met LZ53 L17 verbrand. |
| LZ70              | niet gebouwd | niet gebouwd                | niet gebouwd       | niet gebouwd |
| LZ71              | Q            | LZ101                       | 29 juni 1916       | Gestationeerd in Jambol (Bulgarije); 7 aanvallen waarbij in totaal 11.934 kg bommen werd afgeworpen op Boekarest, Ciulnița, Fetești, Galați, Odessa, Mytilini, Iași en Mudros. Gesloopt in september 1917. |
| LZ72              | R            | L 31                        | 12 juli 1916       | Eén belangrijke verkenningsmissie tijdens een actie van de vloot tegen Sunderland; 6 aanvallen op Engeland waarbij in totaal 19.411 kg bommen werd afgeworpen; onderschept en vernietigd door een Britse piloot op 24 september 1916 nabij Potters Bar, ten noorden van Londen. Kapitän Leutnant Helmut Mathy, de meest vooraanstaande commandant van een luchtschip in die tijd, komt samen met zijn gehele bemanning om.                                                                            |
| LZ73              | R            | LZ103                       | 23 augustus 1916   | Eén geslaagde aanval op Calais waarbij 1530 kg bommen werd afgeworpen (enkele andere aanvallen worden door slecht weer afgelast); buiten dienst gesteld in augustus 1917. |
| LZ74              | R            | L 32                        | 4 augustus 1916    | Eén belangrijke verkenningsmissie tijdens een actie van de vloot tegen Sunderland; drie aanvallen op Engeland waarbij 6860 kg bommen werd afgeworpen; onderschept en vernietigd door een Britse piloot op 24 september 1916 nabij Burstead, Essex. |
| LZ75              | R            | L 37                        | 9 november 1916    | 17 verkenningsvluchten rond de Noordzee, de Oostzee en Engeland; 4 aanvallen waarbij 6450 kg bommen werd afgeworpen; buiten dienst gesteld op 24 december 1917; overgebracht naar Japan in 1920 en daar gesloopt. |
| LZ76              | R            | L 33                        | 30 augustus 1916   | Tijdens een aanval waarbij 3200 kg bommen werd afgeworpen maakte het luchtschip een noodlanding bij Brentwood, Essex; de bemanning verbrandde het luchtschip; desondanks slaagden Britse ingenieurs erin op basis van het skelet bouwplannen voor het luchtschip R 34 te ontwikkelen. |
| LZ77              | Q            | LZ107                       | 16 oktober 1916    | Eén aanval op Boulogne, Frankrijk, waarbij 1440 kg bommen werd afgeworpen (diverse andere aanvallen worden geannuleerd of afgebroken). Buiten dienst gesteld in juli 1917. |
| LZ78              | R            | L 34                        | 22 september 1916  | Drie verkenningsvluchten; twee aanvallen op Engeland waarbij 3890 kg bommen werd afgeworpen; onderschept en vernietigd door een Britse piloot boven Hartlepool op 28 november 1916. |
| LZ79              | R            | L 41                        | 15 januari 1917    | 15 verkenningsvluchten rondom de Noordzee; vier aanvallen op Engeland waarbij 6567 kg bommen werd afgeworpen; in gebruik als opleidingsschip vanaf 11 december 1917. Door de bemanning vernietigd op 23 juni 1919. |
| LZ80              | R            | L 35                        | 20 oktober 1916    | 13 verkenningsvluchten rond de Noordzee en de Oostzee; drie aanvallen op Engeland waarbij 4284 kg bommen werd afgeworpen; opgelegd in september 1918. |
| LZ81              | Q            | LZ111                       | 20 december 1916   | Niet gebruikt door het Duitse leger en overgedragen aan de Duitse marine in mei 1917; 7 verkenningsvluchten rond de Oostzee. Buiten dienst gesteld op 10 augustus 1917. |
| LZ82              | R            | L 36                        | 1 november 1916    | 20 vluchten rond de Noordzee en Engeland, waarvan vier verkenningsvluchten; op 17 februari 1917 bij de landing onherstelbaar beschadigd en buiten dienst gesteld. |
| LZ83              | R            | LZ113                       | 22 februari 1917   | 15 verkenningsvluchten langs het oostfront en de Oostzee; drie aanvallen waarbij 6000 kg bommen werd afgeworpen. In 1920 in het kader van herstelbetalingen naar Frankrijk overgebracht. |
| LZ84              | R            | L 38                        | 22 november 1916   | Onherstelbaar beschadigd tijdens een noodlanding (vanwege hevige sneeuwval) tijdens een aanvalspoging op Reval en Sint-Petersburg op 29 december 1916 |
| LZ85              | R            | L 45                        | 12 april 1917      | 12 verkenningsvluchten rond de Noordzee; 3 aanvallen op Engeland waarbij 4700 kg bommen werd afgeworpen. Raakte zonder brandstof op 20 oktober 1917; vernietigd tijdens noodlanding bij Laragne, Zuid-Frankrijk, waarbij de bemanning werd gevangengenomen. |
| LZ86              | R            | L 39                        | 11 december 1916   | Twee verkenningsvluchten rond de Noordzee; één aanval op Engeland waarbij 300 kg bommen werd afgeworpen; op de terugreis vernietigd door Frans flak-geschut nabij Compiègne op 7 maart 1917. |
| LZ87              | R            | L 47                        | 11 mei 1917        | 18 verkenningsvluchten en drie aanvallen waarbij 3240 kg bommen werd afgeworpen op doelen rond de Noordzee en in Engeland. Op 5 januari 1918 vernielde een reusachtige ontploffing in de luchtmachtbasis in Ahlhorn vier zeppelins (waaronder L 47) en een ander type luchtschip, die verspreid waren over drie hangars. Dit incident staat te boek als een ongeval, maar sabotage kan niet worden uitgesloten.                                                                                       |
| LZ88              | R            | L 40                        | 3 januari 1917     | 6 verkenningsvluchten; 2 aanvallen op Engeland, waarbij 3105 kg bommen werd afgeworpen (waarvan een groot deel hun doel miste). Onherstelbaar beschadigd na een mislukte landing op 16 juni 1917 in Nordholz. |
| LZ89              | R            | L 50                        | 9 juni 1917        | 5 verkenningsvluchten ronde de Noordzee; twee aanvallen op Engeland waarbij 4135 kg bommen werd afgeworpen. Raakte zonder brandstof op 20 oktober 1917 en is naar de Middellandse Zee afgedreven na een noodlanding bij Dammartin, Frankrijk. |
| LZ90              | R            | LZ120                       | 31 januari 1917    | 17 verkenningsvluchten en 3 aanvallen waarbij 11.250 kg bommen langs het oostfront en de Oostzee werd afgeworpen. Uit dienst genomen op 8 oktober 1917; in 1920 naar Italië gebracht in het kader van herstelbetalingen, waar het doormidden brak tijdens het verwijderen van het gas. |
| LZ91              | S            | L 42                        | 21 februari 1917   | Eerste uit de "Hoogte-Klimmer"-klasse, die waren uitgerust met een lichter skelet om gemakkelijker te kunnen klimmen. De sterkte van het skelet was hierdoor een compromis, wat rampzalige gevolgen kan hebben wanneer het ontwerp ondoordacht wordt toegepast, zoals bij de Britse R38 en de USS "Shenandoah". 20 verkenningsvluchten; 4 aanvallen op Engeland waarbij 6030 kg bommen werd afgeworpen; vanaf 6 juni 1918 gebruikt als opleidingsschip. Door de bemanning vernietigd op 23 juni 1919. |
| LZ92              | S            | L 43                        | 6 maart 1917       | 6 verkenningsvluchten; één aanval op Engelse havens, waarbij 1850 kg bommen werd afgeworpen. Neergeschoten door een Brits gevechtsvliegtuig op 14 juni 1917 tijdens een verkenningsvlucht. |
| LZ93              | T            | L 44                        | 1 april 1917       | 8 verkenningsvluchten; 4 aanvallen op Engeland en op Britse marine-eenheden. Tijdens een zware storm naar het zuiden tot aan Frankrijk afgedreven en neergeschoten boven Lunéville op 20 oktober 1917. |
| LZ94              | T            | L 46                        | 24 april 1917      | 19 verkenningsvluchten rondom de Noordzee; 3 aanvallen op Engeland waarbij 5700 kg bommen werd afgeworpen. Vernietigd bij de explosie in Ahlhorn (zie LZ87 L 47). |
| LZ95              | U            | L 48                        | 22 mei 1917        | Eén verkenningsvlucht; onderschept en neergehaald door een vijandelijk gevechtsvliegtuig nabij Yarmouth tijdens een aanvalspoging. |
| LZ96              | U            | L 49                        | 13 juni 1917       | Twee verkenningsvluchten rond de Noordzee; een aanval op Engeland waarbij 2100 kg bommen werd afgeworpen; op de terugweg gedwongen te landen bij Bourbonne les Bains op 20 oktober 1917 en vrijwel onbeschadigd in Franse handen terechtgekomen. Bouwplannen afgeleid van de LZ96 werden later in de Verenigde Staten om de eerste Amerikaanse "zeppelin", de USS Shenandoah (ZR-1) te bouwen. |
| LZ97              | U            | L 51                        | 6 juni 1917        | 3 verkenningsvluchten; één aanval op de Engelse kust waarbij 280 kg bommen werd afgeworpen. Vernietigd bij de explosie in Ahlhorn (zie LZ87 L 47). |
| LZ98              | U            | L 52                        | 14 juli 1917       | 20 verkenningsvluchten; bij toeval tot boven Londen afgedreven door een onverwachte storm, waarna aldaar 2020 kg bommen werd afgeworpen. Vernietigd door de bemanning op 23 juni 1919. |
| LZ99              | U            | L 54                        | 13 augustus 1917   | 14 verkenningsvluchten; twee aanvallen op Engeland waarbij 5840 kg bommen werd afgeworpen; gelijktijdig met de L 60 vernietigd toen zeven Britse Sopwith Camels, opgestegen vanaf het eerste vliegdekschip, HMS Furious, de hangars in Tønder bombardeerden. (Slechts twee toestellen keerden terug naar de Furious, drie van de andere landden in Denemarken na brandstoftekort.) |
| LZ100             | V            | L 53                        | 8 augustus 1917    | 19 verkenningsvluchten; 4 aanvallen op Engeland, waarbij 11.930 kg bommen werd afgeworpen. Onderschept en vernietigd door de Britse Sopwith Camel N6812 bestuurd door by Lt Culley (RAF), die was opgestegen vanaf een lighter, gesleept door de destroyer HMS Redoubt op 11 augustus 1918 |
| LZ101             | V            | L 55                        | 1 september 1917   | Twee aanvallen waarbij 5450 kg bommen werd afgeworpen. Zwaar beschadigd tijdens de tweede missie op 19 oktober 1917 afgedreven achter het westelijke front en opgestegen tot een hoogterecord voor zeppelins van 7600 m om te kunnen ontsnappen; na een noodlanding ontmanteld. |
| LZ102             | W            | L 57                        | 26 september 1917  | Niet bij oorlogshandelingen betrokken geweest; bedoeld voor gebruik in Afrika. Onherstelbaar beschadigd na zware wind op 7 oktober 1917. |
| LZ103             | V            | L 56                        | 24 september, 1917 | 17 verkenningsvluchten; nam deel aan de laatste aanval op Engeland op 6 augustus 1918. Vernietigd door de bemanning op 23 juni 1919. |
| LZ104             | W            | L 59                        | 10 oktober 1917    | Gestationeerd in Jamboli (Bulgarije); bedoeld om Duitse troepen in Duits-Oost-Afrika te versterken, maar kwam daarvoor te laat aan; keerde terug na het bericht dat de Duitsers verslagen waren waarbij een lange-afstandsrecord werd gevestigd (6757 km in 95 uur). Eén aanval op Italië waarbij 6350 kg bommen werd afgeworpen. Door onbekende oorzaak tijdens een aanval op Malta gecrasht op 7 april 1918.                                                                                        |
| LZ105             | V            | L 58                        | 29 oktober 1917    | Twee verkenningsvluchten; vernietigd bij de explosie in Ahlhorn (zie LZ87 L 47) |
| LZ106             | V            | L 61                        | 12 december 1917   | 9 verkenningsvluchten; twee aanvallen op Engeland waarbij 4500 kg bommen werd afgeworpen; in 1920 in het kader van herstelbetalingen aan Italië overgedragen. |
| LZ107             | V            | L 62                        | 19 januari 1918    | Twee verkenningsvluchten; twee aanvallen op Engeland waarbij 5923 kg bommen werd afgeworpen; door onbekende oorzaak gecrasht ten noorden van Helgoland op 10 mei 1918. |
| LZ108             | V            | L 60                        | 18 december 1917   | 11 verkenningsvluchten; één aanval op Engeland waarbij 3120 kg bommen werd afgeworpen; samen met L 54 vernietigd tijdens een Britse luchtaanval op de hangars. |
| LZ109             | V            | L 64                        | 11 maart 1918      | 13 verkenningsvluchten boven de Noordzee; één aanval op Engeland waarbij 2800 kg bommen werd afgeworpen. In 1920 overgedragen aan Engeland in het kader van herstelbetalingen. In Engeland gesloopt. |
| LZ110             | V            | L 63                        | 4 maart 1918       | Wierp 8915 kg bommen af gedurende drie aanvallen op Engeland, waaronder de laatste aanval op Engeland op 6 augustus 1918. Vernietigd door de bemanning op 23 juni 1919. |
| LZ111             | V            | L 65                        | 17 april 1918      | Nam deel aan de laatste aanval op Engeland op 6 augustus 1918. Vernietigd door de bemanning op 23 juni 1919. |
| LZ112             | X            | L 70                        | 1 juli 1918        | Leidde de laatste aanval op Engeland op 6 augustus 1918, met KK Peter Strasser, commandant van het Departement van Marine Luchtschepen aan boord; onderschept en vernietigd boven de Noordzee door een Britse DH-4, met piloot Major Edgar Cadbury en schutter Captain Robert Leckie (later Air Vice-Marshal). Zie LZ64/L22: Leckie haalde twee zeppelins neer. |
| LZ113             | X            | L 71                        | 29 juli 1918       | Niet gebruikt tijdens de oorlog; in 1920 overgebracht naar Engeland in het kader van herstelbetalingen en daar gesloopt. |
| LZ114             | X            | L 72; in Frankrijk: Dixmude | 9 februari 1920    | Niet opgeleverd in verband met de wapenstilstand die een einde aan de Eerste Wereldoorlog maakte; in 1920 in het kader van herstelbetalingen overgedragen aan Frankrijk. Vermist boven de Middellandse Zee in 1921. |
| LZ115             | niet gebouwd | niet gebouwd                | niet gebouwd       | niet gebouwd |
| LZ116             | niet gebouwd | niet gebouwd                | niet gebouwd       | niet gebouwd |
| LZ117             | niet gebouwd | niet gebouwd                | niet gebouwd       | niet gebouwd |
| LZ118             | niet gebouwd | niet gebouwd                | niet gebouwd       | niet gebouwd |
| LZ119             | niet gebouwd | niet gebouwd                | niet gebouwd       | niet gebouwd |

### Zeppelins gebouwd na de Eerste Wereldoorlog
| Productienummer | Type                                                                    | Naam                                                                    | Gebruik                                                                 | Eerste vlucht                                                           | Opmerkingen |
| --------------- | ----------------------------------------------------------------------- | ----------------------------------------------------------------------- | ----------------------------------------------------------------------- | ----------------------------------------------------------------------- | --- |
| LZ120           | Y                                                                       | Bodensee; in Italië: Esperia                                            | burger; in Italië: ?                                                    | 20 augustus 1919                                                        | Bevatte een eersteklaspassagiersverblijf; gebruikt door DELAG tot 1921, daarna overgebracht naar Italië als oorlogsvergoeding.                                                                               |
| LZ121           | Y                                                                       | Nordstern; in Frankrijk: Méditerranée                                   | (bedoeld) burger; in Frankrijk: ?                                       | 13 juni 1921                                                            | Gebouwd voor lijndiensten op Stockholm; overgebracht naar Frankrijk als oorlogsvergoeding. |
| LZ122           | niet gebouwd                                                            | niet gebouwd                                                            | niet gebouwd                                                            | niet gebouwd                                                            | niet gebouwd |
| LZ123           | niet gebouwd                                                            | niet gebouwd                                                            | niet gebouwd                                                            | niet gebouwd                                                            | niet gebouwd |
| LZ124           | niet gebouwd (bouw verboden door de Entente uit de Eerste Wereldoorlog) | niet gebouwd (bouw verboden door de Entente uit de Eerste Wereldoorlog) | niet gebouwd (bouw verboden door de Entente uit de Eerste Wereldoorlog) | niet gebouwd (bouw verboden door de Entente uit de Eerste Wereldoorlog) | niet gebouwd (bouw verboden door de Entente uit de Eerste Wereldoorlog) |
| LZ125           | niet gebouwd                                                            | niet gebouwd                                                            | niet gebouwd                                                            | niet gebouwd                                                            | niet gebouwd |
| LZ126           | 126                                                                     | USS Los Angeles (in de Verenigde Staten)                                | experimenteel, militair                                                 | 27 augustus 1924                                                        | Besteld door de Verenigde Staten; overgevlogen van Friedrichshafen naar Lakehurst in 81 uur en 2 minuten. Aankomst op 15 oktober 1924, 9:52. succesvolste luchtschip van de VS. Ontmanteld in december 1939. |
| LZ127           | 127                                                                     | Graf Zeppelin                                                           | burger                                                                  | 18 september 1928                                                       | Succesvolste luchtschip in de geschiedenis; lijndiensten op Noord- en Zuid-Amerika; wereldreis in 1929, poolreis in 1931. Gesloopt in 1940 op bevel van Hermann Göring.                                      |
| LZ128           | Project afgeblazen ten gunste van LZ129                                 | Project afgeblazen ten gunste van LZ129                                 | Project afgeblazen ten gunste van LZ129                                 | Project afgeblazen ten gunste van LZ129                                 | Project afgeblazen ten gunste van LZ129 |
| LZ129           | 129                                                                     | Hindenburg                                                              | burger                                                                  | 4 maart 1936                                                            | Bedoeld om gevuld te worden met helium in plaats van het brandbare waterstof, maar dit was niet beschikbaar. Geregelde diensten op Noord- en Zuid-Amerika. Vergaan tijdens de Hindenburgramp op 6 mei 1937.  |
| LZ130           | 129                                                                     | Graf Zeppelin II                                                        | burger                                                                  | 14 september 1938                                                       | Uitsluitend testvluchten omdat er nog steeds geen helium beschikbaar was en vullen met waterstof als onacceptabel werd beschouwd na de ramp met de Hindenburg. Gesloopt in 1940 op bevel van Hermann Göring. |
| LZ131           | niet voltooid                                                           | niet voltooid                                                           | niet voltooid                                                           | niet voltooid                                                           | niet voltooid |